# Nadjib Temmar
Nadjib Temmar (ar. نجيب تمار ;ur. 1 stycznia 1989) – algierski judoka.
Uczestnik mistrzostw świata w 2017. Mistrz Afryki w 2017. Srebrny medalista igrzysk solidarności islamskiej w 2017 roku.